# Воячек Богуміл Іванович
Федір (Богуміл) Іванович Воячек (10 червня 1857, Лубно у Неханіць, Богемія — 3 квітня 1934, Київ) — композитор, професійний контрабасист, чех за походженням.

## Біографія
Народився 10 червня 1857 року в Богемії (Чехія). У 1876 році закінчив Празьку консерваторію по класу гри на контрабасі та теорії музики. До 1882 року виступав як соліст-контрабасист у симфонічних концертах у Чехії, Австрії, Німеччини.
У 1883—1915 роках соліст-контрабасист Оперного театру в Києві, в 1885—1934 роках викладач Київського музичного училища, з 1913 року професор Київської консерваторії по класу контрабаса. З 1889 року виступав як соліст-контрабасист і другий диригент літніх симфонічних концертів у Києві; з 1916 року диригент театру «Бергоньє» (дирекція Кручиніна), з організацією в Києві Радіокомітету — симфонічного оркестру Київського радіо.

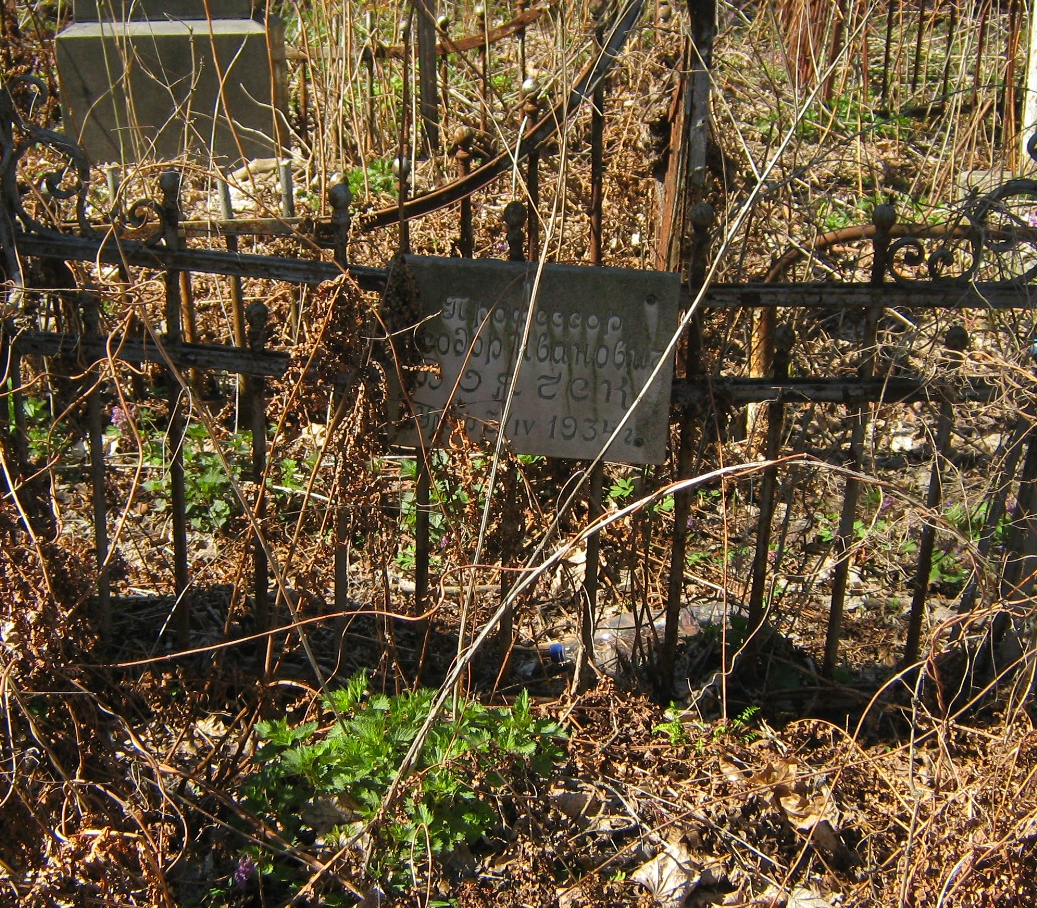
Могила Федора Воячека

Помер 3 квітня 1934 року. Похований в Києві на Лук'янівському цвинтарі (ділянка № 13-ІІІ, ряд 10, місце 8).

## Творчість
Воячеку належить інструментування опери «Катерина» М. Аркаса, зроблена для театральної трупи М. Л. Кропивницького.
Твори:
- опера — «Вій» (за М. Гоголем);
- урочиста кантата, присвячена театру Соловцова (для хору, солістів та оркестру);
- для оркестру:
  - симфонічна поема Пам'яті П. І. Чайковського (слова С. Плаксіна);
  - увертюра на молдавські народні мелодії;
  - увертюра Пам'яті Леніна та інші.
- для фортепіано — п'єси;
- для віолончелі з оркестром — романс без слів, серенада;
- для духового оркестру — марші (на честь 10-річчя Червоної Армії, Перше травня) і інше.